# Дівоче тіло
«Дівоче тіло» («Il corpo della ragassa») — італійська еротична комедія 1979 року, знята режисером Паскуале Феста Кампаніле на кіностудії «Filmauro».

## Сюжет
Побачивши одного разу на вулиці пишногруду красуню, літній лікар перестає знаходити собі місце. Заманивши чарівницю в будинок під виглядом медичного огляду і уважно вивчивши її анатомію, він вирішує зробити з сільської простушки зразкову міську панночку, щоб потім заволодіти її невинністю. Однак дотримуватися повної недоторканності головний скарб неприборканої пейзанки новоспеченому Пігмаліону щодня стає все важче.

## У ролях
- Енріко Марія Салерно: професор Ульдеріко Кваріо
- Ліллі Караті: Тереза «Тірісін» Агуцці
- Ренцо Монтаньяні: Паскуале Агуцці
- Маріса Беллі: Чеккіна
- Ельза Ваццолер: Катеріна
- Ніно Біньяміні: Ермініо «Пінта» Альваріні
- Клара Колозімо: Пінін
- Джуліана Каландра: Лаура Маренго
- Луїджі Перніс: доктор Альберто Маренго

## Знімальна група
- Режисер: Паскуале Феста Кампаніле
- Ідея: Альберто Латтуада, Енріко Ольдоїні
- Сценарій: Оттавіо Джемма, Енріко Ольдоїні
- Продюсери: Луїджі Де Лаурентіс, Ауреліо Де Лаурентіс
- Оператор: Джузеппе Руццоліні
- Монтаж: Альберто Галлітті
- Композитор: Різ Ортолані
- Художник: Еціо Альтьєрі
- Костюми: Еціо Альтьєрі